# Scoposcartula semipunctulata
Scoposcartula semipunctulata är en insektsart som först beskrevs av Melichar 1932.  Scoposcartula semipunctulata ingår i släktet Scoposcartula och familjen dvärgstritar. Inga underarter finns listade i Catalogue of Life.